# Cuscuta gigantea
Cuscuta gigantea là một loài thực vật có hoa trong họ Bìm bìm. Loài này được Griff. mô tả khoa học đầu tiên năm 1847.